# Luiz Villas-Boas
Luiz Villas-Boas (Lisboa, 26 de março de 1924 – 10 de março de 1999) foi um dos principais divulgadores do jazz em Portugal, e um dos fundadores do primeiro clube de jazz no país, o Hot Clube de Portugal, em 19 de março de 1948. Foi o seu sócio nº 1. É considerado o pai do jazz em Portugal.

## Biografia
Os primeiros contactos que teve com a música norte-americana foram em 1934, data em que partiu para a Madeira, com o seu pai, quando este foi aí colocado na base militar. A partir dessa data, e ao longo de toda a sua vida, dedicar-se-ia à divulgação da música jazz.
Trabalhou nos CTT e, em 1945, criou o primeiro programa de rádio dedicado ao jazz, "Hot Club", entre 1945 e 1969. Era funcionário da companhia de aviação KLM e cedo começou a voar para Nova Iorque onde se aventurava para ouvir música.
Nos anos 50 e 60 promove diversos espetáculos com artistas internacionais. Em 1971 dá início ao Festival de Jazz de Cascais, Cascais Jazz, juntamente com o promotor do Festival de Jazz de Newport, que duraria até 1988. Por lá passaram músicos como Duke Ellington, Miles Davis, Ornette Coleman, Dexter Gordon, Keith Jarrett, Phil Woods, Charlie Haden ou cantoras como Ella Fitzgerald ou Sarah Vaughan.
Para além destas atividades, Villas-Boas publicou vários trabalhos na revista de jazz Down Beat, fez produção musical e apresentou programas  de televisão.
A 9 de junho de 1989, foi agraciado com o grau de Comendador da Ordem do Infante D. Henrique.
Em homenagem a Luís Villas-Boas, a Câmara Municipal de Cascais aprovou em 1996, o "Prémio de Jazz Luís Villas-Boas", para premiar anualmente um novo talento.
Faleceu em 1999, com a doença de Alzheimer.
Comentários
"Mas há um outro papel que ele assumiu e que é pouco recordado. Na verdade, ele teve uma influência decisiva na evolução da música popular portuguesa a partir dos anos 60, designadamente, orientando e acompanhando cantores, como, por exemplo, Fernando Tordo, Carlos Mendes, Duarte Mendes, Paulo de Carvalho, Carlos do Carmo e, também, compositores da minha geração. Ele teve um papel decisivo na produção de discos, na divulgação deste tipo de música, numa altura em que a música popular portuguesa, que contou também com José Afonso e com Adriano Correia de Oliveira, teve um enorme boom. Foi, portanto, uma personalidade de grande relevo do ponto de vista musical." (José Niza)